# ¿Qué se puede hacer con una chica?
¿Qué se puede hacer con una chica? és una pel·lícula de curtmetratge del 1970 amb direcció i guió d'Antonio Drove, en el que va ser la seva tercera producció. En ell intent fer una reflexió autocrítica sobre les fronteres entre la vida i el cinema, i va ser molt ben rebut pel públic i la crítica.

## Sinopsi
Waldo i Íñigo són un parell d'estudiants ociosos interessats únicament pel cinema, al que consideren superior a la vida. Però quan Iñigo coneix Teresa, el seu equilibri es trenca. Waldo nomes va al cinema mentre Iñigo surt amb Teresa. Un dia Iñigo proposa una trobada casual de tots tres al cinema.

## Repartiment
- Teresa Fernández-Muro
- Íñigo Gurrea
- Waldo Leirós

## Crítica
Es tracta d'una comèdia àcida amb elements, per una banda del cinema clàssic estatunidenc com de la nouvelle vague, que influiria en la posteriorment anomenada comèdia madrilenya de Fernando Colomo i Fernando Trueba.

## Guardons
Va rebre el premi al millor curtmetratge a les Medalles del Cercle d'Escriptors Cinematogràfics de 1969, a la 15a edició dels Premis Sant Jordi de Cinematografia i al Festival Internacional de Cinema d'Osca.